# Mačkovec (gmina Laško)
Mačkovec – wieś w Słowenii, w gminie Laško. W 2018 roku liczyła 26 mieszkańców.